# Eukoenenia fossati
Eukoenenia fossati is een spinnensoort in de taxonomische indeling van de Palpigradi.
Het dier komt uit het geslacht Eukoenenia. Eukoenenia fossati werd in 1960 beschreven door Rémy.